# Demarziella storeyi
Demarziella storeyi är en skalbaggsart som beskrevs av Matthews 1976. Demarziella storeyi ingår i släktet Demarziella och familjen bladhorningar. Inga underarter finns listade i Catalogue of Life.